# Sopeira
Sopeira è un comune spagnolo situato nella comunità autonoma dell'Aragona.
Fa parte di una subregione denominata Frangia d'Aragona. Lingua d'uso, è, da sempre, una varietà dialettale del catalano occidentale.